# Привокзальна площа (Кременчук)
У Вікіпедії є статті про інші площі з назвою Привокзальна площа
Привокза́льна пло́ща — площа Кременчука. Розташована в Крюківському районі, на межі з центром міста.

## Розташування
Площа розташована на межі з центром міста. На північному заході межує з вул. Халаменюка, на південному заході — з вул. Першотравневою, на північному сході — з вул. Ярмарковою.

## Опис

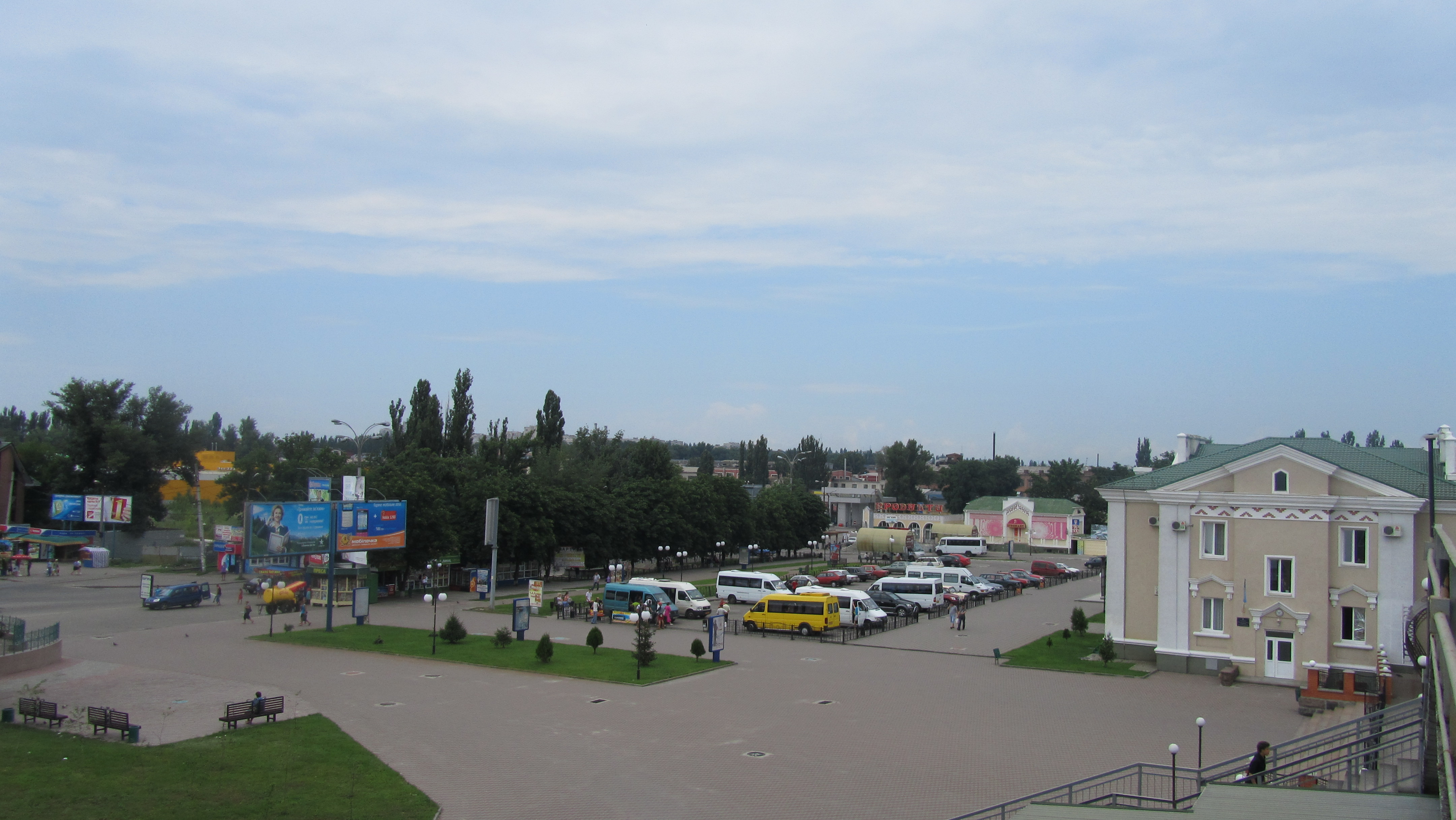
Привокзальна площа (Кременчук). Вид з пішохідного переходу

Частину площі займають маршрутні таксі, які вирушають до Києва, Харкова, Дніпра, Полтави .
Взимку на площі функціонує пункт обігріву, де можна випити гарячий чай та поїсти .
Напередодні Нового року на площі традиційно встановлюється невелика ялинка .